# L'urlo dell'inseguito
L'urlo dell'inseguito (Cry of the Hunted) è un film del 1953, diretto dal regista Joseph H. Lewis.

## Trama
Il tenente Tunner tenta di far confessare a Jory, un cajun salito al nord in cerca di fortuna, i nomi dei complici in una rapina. I due riconoscono i propri ruoli e si rispettano: da un lato Jory è fermo nel suo silenzio e disposto a scontare la pena prevista per il suo caso, dall'altro Tunner è determinato ad arrestare tutti i colpevoli, anche a causa delle pressioni della procura distrettuale. Approfittando di un incidente durante un trasferimento, Jory sfugge alla sorveglianza e viaggia da clandestino verso casa, desideroso di rivedere la moglie dopo tanto tempo. Una volta trovato il tenente Tunner ad attenderlo, Jory è pronto a farsi di nuovo arrestare. Tuttavia, la presenza di un figlio che non sapeva di avere e la volontà della moglie di crescerlo insieme gli fanno cambiare idea e Jory sparisce con la famiglia nelle paludi più profonde della Louisiana. Nonostante lo sceriffo locale tenti di dissuaderlo, Tunner si mette sulle sue tracce con l'aiuto dell'ambizioso ma leale sergente Goodwin. Muovendosi in un ambiente sconosciuto e profondamente ostile, Tunner riesce infine a rintracciare Jory. Lo scontro fra i due è drammatico.